# Popławy (powiat łęczyński)
Popławy – kolonia w Polsce położona w województwie lubelskim, w powiecie łęczyńskim, w gminie Milejów.
W latach 1975–1998 miejscowość należała administracyjnie do województwa lubelskiego.
Kolonia stanowi sołectwo w gminie Milejów. Według Narodowego Spisu Powszechnego z roku 2011 kolonia liczyła 202 mieszkańców.
We wsi znajdują się: tartak, sklep, remiza OSP. W czasach świetności ZPOW Milejów utrzymywał w Popławach punkt skupu owoców. Niedaleko remizy znajdują się dwa zabytkowe budynki folwarczne.
W Popławach kończy się asfaltowa szosa prowadząca z Jaszczowa. Nie docierają do wsi żadne autobusy, ale na granicy pomiędzy Popławami a Jaszczowem znajduje się stacja kolejowa Jaszczów. Tam dociera autobus z Milejowa i pociągi między innymi z Lublina.